# 春道永蔵
春道 永蔵（はるみち の ながくら）は、平安時代前期の貴族。氏姓は川上造のち春道宿祢。官位は従五位下・内蔵助。

## 出自
川上氏（川上造）は物部氏（物部連）の一族にあたる天孫系氏族。和泉国の鳥取河上宮に因む川上部の伴造氏族で、川上部を率いて製作した刀剣を石上神宮に奉納することを職掌としたと見られる。

## 経歴
父の吉備成らと共に、承和元年（834年）川上造から春道宿祢に改姓し、承和3年（836年）には本貫を河内国から右京七条二坊に改めた。なお、この本貫の変更は、承和遣唐使の随行員であった遣唐音声長・良枝清上、遣唐画師雅楽答笙師・良枝朝生と同時に行われており、永蔵が遣唐使の随行員（遣唐知乗船事）となった事に関係するか。承和5年（838年）遣唐使の随行員として入唐し、在唐中の承和6年（839年）2月には揚州で禁制品を購入したために州衙に出頭を求められたとの記録が残っている。同年8月に日本へ帰国し、遣唐大使・藤原常嗣に従って第一集団として入京するように命じられている。
文徳朝の仁寿元年（851年）外従五位下に叙せられ、翌々年の仁寿3年（853年）因幡介に任ぜられる。
清和朝に入り、貞観2年（860年）従五位下・造酒正に叙任された後、内蔵助・次侍従を歴任した。

## 官歴
『六国史』による。
- 承和元年（834年） 12月19日：川上造から春道宿祢に改姓
- 承和3年（836年） 閏5月8日：河内国から右京七条二坊に移貫
- 承和6年（839年） 8月25日：見遣唐知乗船事
- 時期不詳：正六位上
- 仁寿元年（851年） 11月26日：外従五位下
- 仁寿3年（853年） 正月16日：因幡介
- 貞観2年（860年） 2月14日：造酒正。11月16日：従五位下（内位）
- 貞観7年（865年） 正月27日：内蔵助
- 貞観12年（870年） 12月29日：次侍従